# برزسکه
برزسکه (به چکی: Březské) یک منطقهٔ مسکونی در جمهوری چک است که در ناحیه ژدار ناد سازاووو واقع شده‌است. برزسکه ۶٫۷۹ کیلومتر مربع مساحت و ۲۳۶ نفر جمعیت دارد و ۴۶۹ متر بالاتر از سطح دریا واقع شده‌است.